# Geschiedenisonderwijs (Nederland)
In het Nederlandse basis- en voortgezet onderwijs wordt het geschiedenisonderwijs vanaf het begin van de 21e eeuw cyclisch gedoceerd, zodat alle onderwerpen vaker aan bod komen en telkens meer verdiept worden. Bij geschiedenisonderwijs op de basisschool staat het verhaal van de geschiedenis centraal. Belangrijke gebeurtenissen en personen worden daarbij in een breder kader geplaatst. In het voortgezet onderwijs is het geschiedenisonderwijs vooral toegespitst op het aanleren van historische vaardigheden en wordt de kennis verder uitgediept. Het zwaartepunt ligt in het vmbo theoretische leerweg meer bij de kennis en op het vwo meer bij het aanleren van vaardigheden.

## Geschiedenis van het geschiedenisonderwijs
Door de jaren heen is een golfbeweging te zien in het geschiedenisonderwijs waar dan weer meer het accent ligt op parate kennis en dan weer meer op inzicht in grote verbanden.
In de onderwijswet van 1857 werd geschiedenis voor het eerst als schoolvak genoemd. In de voorgaande wet werden dergelijke schoolvakken nog niet genoemd. In de negentiende eeuw werden 'leerleesboeken' voor geschiedenis gebruikt die de leerlingen in principe zelfstandig konden doorlezen. In de geschiedenisboekjes vanaf jaren twintig van de twintigste eeuw werd veel aandacht geschonken aan grote historische figuren en gebeurtenissen, zoals prinsen, graven en koningen en aan de oorlogen die ze voerden. Van veel van deze historisch feiten moesten de kinderen de bijbehorende jaartallen uit het hoofd leren. Men spreekt in de twintigste eeuw meestal over 'vaderlandse geschiedenis', omdat het accent lag op de geschiedenis van Nederland en de geschiedenis van de plaatselijke omgeving. Langzamerhand werd er minder waarde gehecht aan het opbouwen van parate kennis. Daarentegen kwam het accent te liggen op morele lessen die uit de geschiedenis zijn te trekken en die de leerling konden ondersteunen in zijn persoonlijke ontwikkeling.
De onderwijsinspectie had vanaf eind jaren zestig een zogenaamde 'Leidraad', die doelstellingen gaf voor het onderwijs in de vaderlandse geschiedenis. Hierin werd ervoor gepleit in de eerste jaren de historische feiten aan de kinderen te presenteren en pas in het laatste leerjaar de samenhang tussen die feiten met hen te gaan onderzoeken.
Vanaf de jaren 60 en 70 van de twintigste eeuw werd er steeds meer nadruk gelegd op het ontwikkelen van vaardigheden. Er werd meer gewerkt met thema's. De vertelling werd vervangen door de leesles waaraan verwerkingsopdrachten waren gekoppeld.
Na de laatste eeuwwisseling ligt het accent steeds meer op historisch besef en oriëntatiekennis. Door middel van historisch besef kunnen hedendaagse verschijnselen worden verklaard en kunnen deze verschijnselen meer afstandelijk, relativerend worden beoordeeld. Met de oriëntatiekennis wordt beoogd het geschiedenisonderwijs een ruggengraat te geven door middel van één chronologisch patroon van tien tijdvakken. Deze tijdvakken zijn ingesteld door de Commissie Historisch en Maatschappelijke Vorming, onder leiding van hoogleraar Piet de Rooy.

## Tien tijdvakken van de commissie-De Rooy
Als leidraad in zowel het basisonderwijs als voortgezet onderwijs in het Europese deel van Nederland wordt een indeling in tien tijdvakken gehanteerd:
| Tijd van                 | Periode                                  | Jaartal                    |
| ------------------------ | ---------------------------------------- | -------------------------- |
| jagers en boeren         | prehistorie                              | tot 3000 v.Chr.            |
| Grieken en Romeinen      | oudheid                                  | 3000 v.Chr. tot 500 n.Chr. |
| monniken en ridders      | vroege middeleeuwen                      | 500 tot 1000               |
| steden en staten         | hoge en late middeleeuwen                | 1000 tot 1500              |
| ontdekkers en hervormers | renaissance/reformatie/ontdekkingsreizen | 1500 tot 1600              |
| regenten en vorsten      | Gouden Eeuw                              | 1600 tot 1700              |
| pruiken en revoluties    | verlichting                              | 1700 tot 1800              |
| burgers en stoommachines | industrialisatie                         | 1800 tot 1900              |
| de wereldoorlogen        | eerste helft 20e eeuw                    | 1900 tot 1950              |
| televisie en computer    | tweede helft 20e eeuw                    | 1950 - heden               |

De namen van de tijdvakken zijn zo gekozen dat iedere gebeurtenis uit de Nederlandse geschiedenis hiermee te typeren is. Bij ieder tijdvak worden enkele kenmerkende aspecten gegeven.
Over elk van de tijdvakken moeten de scholieren in het voortgezet onderwijs aan de hand van een aantal kenmerkende aspecten elk tijdvak kunnen typeren.

### Tijd van jagers en boeren
Kenmerkende aspecten:
- De levenswijze van jager-verzamelaars.
- Het ontstaan van landbouw en landbouwsamenlevingen.
- Het ontstaan van de eerste stedelijke gemeenschappen.

### Tijd van Grieken en Romeinen
Kenmerkende aspecten:
- De ontwikkeling van wetenschappelijk denken en het denken over burgerschap en politiek in de Griekse stadstaat.
- De klassieke vormentaal van de Grieks-Romeinse cultuur.
- De groei van het Romeinse Rijk waardoor de Grieks-Romeinse cultuur zich in Europa verspreidde.
- De confrontatie tussen de Grieks-Romeinse cultuur en de Germaanse cultuur van Noordwest-Europa.
- De ontwikkeling van het christendom en jodendom als eerste monotheïstische godsdiensten.

### Tijd van monniken en ridders
Kenmerkende aspecten:
- Het ontstaan en de verspreiding van de islam.
- De vrijwel volledige vervanging in West-Europa van de agrarisch-urbane cultuur door een zelfvoorzienende agrarische cultuur, georganiseerd via hofstelsel en horigheid.
- Het ontstaan van feodale verhoudingen in het bestuur.
- De verspreiding van het christendom in heel Europa.

### Tijd van steden en staten
Kenmerkende aspecten:
- De opkomst van handel en ambacht die de basis legde voor het herleven van een agrarisch-urbane samenleving.
- De opkomst van de stedelijke burgerij en de toenemende zelfstandigheid van steden.
- Het conflict in de christelijke wereld over de vraag of de wereldlijke of de geestelijke macht het primaat behoorde te hebben.
- De uitbreiding van de christelijke wereld naar buiten toe, onder andere in de vorm van de kruistochten.
- Het begin van staatsvorming en centralisatie.

### Tijd van ontdekkers en hervormers
Kenmerkende aspecten:
- Het begin van de Europese overzeese expansie.
- Het veranderende mens- en wereldbeeld van de renaissance en het begin van een nieuwe wetenschappelijke belangstelling.
- De hernieuwde interesse op het erfgoed van de klassieke oudheid.
- De protestantse reformatie en splitsing van de christelijke kerk in West-Europa.
- Het conflict in de Nederlanden dat resulteerde in de stichting van de Nederlandse staat

### Tijd van regenten en vorsten
Kenmerkende aspecten:
- Het streven van vorsten naar absolute macht.
- De bijzondere plaats in staatkundig opzicht en de bloei in economisch en cultureel opzicht van de Nederlandse Republiek.
- Het ontstaan van handelskapitalisme en het begin van een wereldeconomie.
- De wetenschappelijke revolutie.

### Tijd van pruiken en revoluties
Kenmerkende aspecten:
- Rationeel optimisme en 'verlicht denken' dat werd toegepast op alle terreinen van de samenleving: godsdienst, politiek, economie en sociale verhoudingen.
- Voortbestaan van het ancien régime met pogingen om het vorstelijk bestuur op eigentijdse verlichte wijze vorm te geven: verlicht absolutisme.
- Uitbouw van de Europese overheersing, met name in de vorm van plantagekoloniën en de daarmee verbonden trans-Atlantische slavenhandel, en de opkomst van het abolitionisme.
- De democratische revoluties in westerse landen met als gevolg discussies over grondwetten, grondrechten en staatsburgerschap.

### Tijd van burgers en stoommachines
Kenmerkende aspecten:
- De industriële revolutie en het ontstaan van een industriële samenleving in de westerse wereld.
- Discussies over de 'sociale kwestie'.
- Het modern imperialisme dat verband hield met de industrialisatie.
- De opkomst van emancipatiebewegingen.
- Voortschrijdende democratisering; steeds meer mannen en vrouwen nemen deel aan de politiek.
- De opkomst van politiek-maatschappelijke stromingen: liberalisme, nationalisme, socialisme, confessionalisme en feminisme.

### Tijd van de wereldoorlogen
Kenmerkende aspecten:
- De rol van moderne propaganda- en communicatiemiddelen en vormen van massa-organisatie.
- De totalitaire politieke systemen: communisme en nationaalsocialisme (fascisme).
- De economische wereldcrisis.
- Het voeren van twee wereldoorlogen.
- Racisme en discriminatie die leidden tot genocide, in het bijzonder op de Joden (Holocaust).
- De Duitse bezetting van Nederland.
- Niet eerder vertoonde verwoestingen door massavernietigingswapens en de betrokkenheid van de burgerbevolking bij oorlogvoering.
- Opkomst van verzet in de koloniën tegen het West-Europese imperialisme.

### Tijd van televisie en computer
Kenmerkende aspecten:
- Blokvorming in de wereld met een wapenwedloop en de dreiging van een atoomoorlog (Koude Oorlog).
- De dekolonisatie die een eind maakte aan de westerse macht in de wereld.
- De eenwording van Europa.
- De toenemende westerse welvaart vanaf de jaren zestig en het ontstaan van ingrijpende sociaal-culturele veranderingen.
- De ontwikkeling van pluriforme en multiculturele samenlevingen.

## Tijdvakken in Caribisch Nederland
In de kerndoelen voor het basisonderwijs en de onderbouw van het voortgezet onderwijs in Caribisch Nederland heeft de Nederlandse overheid de volgende tijdvakken gedefinieerd:
| Tijdvak                                                                 |
| ----------------------------------------------------------------------- |
| Precolumbiaanse culturen                                                |
| Kolonisatie en verdeling van de Cariben                                 |
| Nederlandse koloniën en Afrikaanse slavernij                            |
| Opkomst olie-industrie en de toename van migratie binnen de Antillen    |
| Modernisering, autonomie en de ontmanteling van de Nederlandse Antillen |

## Richting geven aan het onderwijs
De canon van Nederland werd opgesteld door de commissie-Van Oostrom en werd op 16 oktober 2006 door de commissie aan de minister van Onderwijs, Cultuur en Wetenschap in het kabinet-Balkenende III, Maria van der Hoeven, aangeboden.
Het kabinet-Balkenende IV stemde begin oktober 2008 in met het instellen van deze zogeheten Canon van Nederland in het onderwijs per 1 augustus 2009. Het ontwerpbesluit werd voor advies aan de Raad van State gezonden. De canon bestaat uit de vijftig door de commissie geselecteerde "vensters" die samen een overzicht zouden bieden van "wat iedereen in elk geval zou moeten weten van de geschiedenis en cultuur van Nederland". De canon zou mede richting moeten geven aan het onderwijs in geschiedenis (en andere vakdomeinen) in het basisonderwijs en de eerste twee leerjaren van het voortgezet onderwijs. Nederlandse scholen zijn niet verplicht zich aan de canon te houden in verband met de vrijheid van onderwijs.
Binnen het geschiedenisonderwijs wordt er gebruikgemaakt van schoolmethoden, verschillende soorten schoolboeken, afhankelijk van niveau en vak en/of leergebied, die door historici/vakdeskundig worden samengesteld die moeten voldoen aan bovenstaande tijdvakken en de canon.